# 康弗斯縣
康弗斯縣是美國懷俄明州東部的一個縣，面積11,047平方公里。根據2010年人口普查，本縣共有人口13,833人。本縣縣治為道格拉斯（Douglas）。

## 歷史

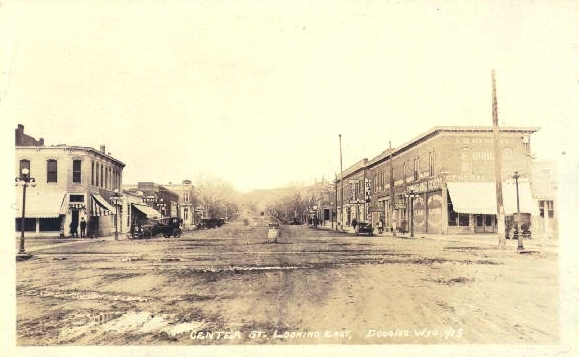
1920年代的康弗斯縣縣治道格拉斯

康弗斯縣1888年3月9日自奧爾巴尼縣和拉勒米縣成立。本縣的縣名紀念夏延先鋒者、銀行家亞瑪撒·R·匡威（Amasa R. Converse）。
於1911年，奈厄布拉勒縣自本縣成立。於1955年，奧爾巴尼縣把部份土地割予本縣。

## 地理

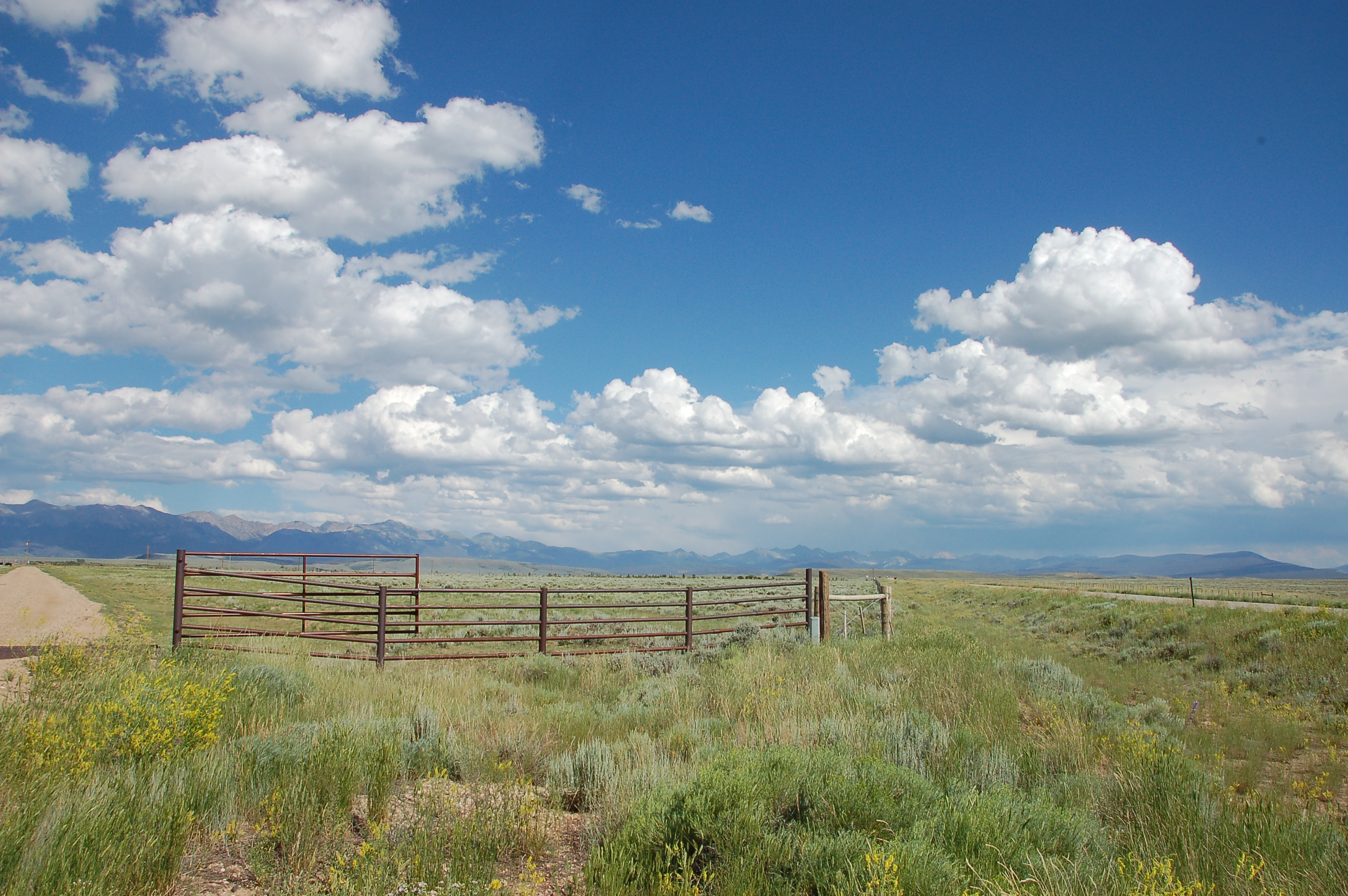
雷霆盆地國家草原

根據美国人口调查局，康弗斯縣的總面積為4,265平方英里（11,050平方），其中有4,255平方英里（11,020平方），即99.76%為陸地；10平方英里（26平方），即0.24%為水域。本縣既是懷俄明州面積第九大的縣份，亦是美國面積第94大的縣份。

### 毗鄰縣
所有康弗斯縣的毗鄰縣皆為懷俄明州的縣份。
- 坎貝爾縣：北方
- 韋斯頓縣：東北方
- 奈厄布拉勒縣：東方
- 普拉特縣：東南方
- 奧爾巴尼縣：南方
- 卡本縣：西南方
- 納特羅納縣：西方
- 約翰遜縣：西北方

### 國家保護區
- 醫學弓國家森林公園（部分）
- 雷霆盆地國家草原（部分）

## 人口
| 调查年            | 人口   | 备注 | %±     |
| ----------------- | ------ | ---- | ------ |
| 1890              | 2,738  |      | —      |
| 1900              | 3,337  |      | 21.9%  |
| 1910              | 6,294  |      | 88.6%  |
| 1920              | 7,871  |      | 25.1%  |
| 1930              | 7,145  |      | −9.2%  |
| 1940              | 6,631  |      | −7.2%  |
| 1950              | 5,933  |      | −10.5% |
| 1960              | 6,366  |      | 7.3%   |
| 1970              | 5,938  |      | −6.7%  |
| 1980              | 14,069 |      | 136.9% |
| 1990              | 11,128 |      | −20.9% |
| 2000              | 12,052 |      | 8.3%   |
| 2010              | 13,833 |      | 14.8%  |
| [ 5 ] [ 6 ] [ 7 ] |        |      |        |

根據2000年人口普查，康弗斯縣擁有12,052居民、4,694住戶和3,407家庭。其人口密度為每平方英里3居民（每平方公里1居民）。本縣擁有5,669 間房屋单位，其密度為每平方英里1間（每平方公里1間）。而人口是由94.72%白人、0.15%黑人、0.91%土著、0.27%亞洲人、0.02%太平洋岛民、2.46%其他種族和1.47%混血构成。而西班牙裔或拉丁美洲人佔了人口5.48%。在94.72%白人中，有26.6%是德國人、12.2%是英國人以及11.1%是愛爾蘭人。
在4,694住户中，有36.5%擁有一個或以上的兒童（18歲以下）、60.6%為夫妻、8.4%為單親家庭、27.4%為非家庭、23.4%為獨居、9%住戶有同居長者。平均每戶有2.55人，而平均每個家庭則有3.01人。在12,052居民中，有28.5%為18歲以下、7%為18至24歲、28.1%為25至44歲、25.4%為45至64歲以及11%為65歲以上。人口的年齡中位數為38歲，女子對男子的性別比為100：99.4。成年人的性別比則為100：96.4。
本縣的住戶收入中位數為$39,603，而家庭收入中位數則為$45,905。男性的收入中位數為$36,443，而女性的收入中位數則為$19,032，人均收入為$18,744。約9.2%家庭和11.6%人口在貧窮線以下，包括15.7%兒童（18歲以下）及9.7%長者（65歲以上）。